# Fargesia
Genre
Classification phylogénétique
Fargesia est un genre de plantes monocotylédones de la famille des Poaceae, sous-famille des Bambusoideae, originaire de Chine.
Ce genre regroupe des espèces de bambous poussant en bosquets, originaires des forêts de conifères de l'est et de l'ouest de la Chine.
Le bambou Fargesia est un bambou non traçant  dont les rhizomes ne mesurent pas plus de 5 cm de long (rhizomes pachymorphes). Les nouvelles cannes se développent dans la périphérie immédiate du pied.Il n'est pas nécessaire de mettre en place une barrière anti-rhizome pour cette plante .

## Étymologie
Le nom générique, Fargesia, a été forgé par Adrien Franchet en l'honneur du R.P. Farges, missionnaire français en Chine qui collecta les premiers spécimens de ces plantes.
Son synonyme Borinda doit son nom au botaniste irlandais Norman Loftus Bor (1893-1972).

## Synonymes
Selon Tropicos :
- Borinda Stapleton ;
- Sinarundinaria Nakai ;
- Thamnocalamus Munro.

## Liste d'espèces
Le genre regroupe plus d'une centaine d'espèces, dont selon World Checklist of Selected Plant Families (WCSP) (16 septembre 2016) :
- Fargesia acuticontracta T.P.Yi (1988)
- Fargesia adpressa T.P.Yi (1985)
- Fargesia alatovaginata T.P.Yi & J.Y.Shi (2005)
- Fargesia albocerea Hsueh & T.P.Yi (1988)
- Fargesia altior T.P.Yi (1988)
- Fargesia angustissima T.P.Yi (1985)
- Fargesia apicirubens Stapleton (2006)
- Fargesia brevipes (McClure) T.P.Yi (1988)
- Fargesia brevissima T.P.Yi, Bull. Bot. Res. (1985)
- Fargesia caduca T.P.Yi (1988)
- Fargesia canaliculata T.P.Yi (1985)
- Fargesia circinata Hsueh & T.P.Yi (1988)
- Fargesia communis T.P.Yi (1988)
- Fargesia concinna T.P.Yi (1988)
- Fargesia conferta T.P.Yi, Bull. Bot. Res. (1985)
- Fargesia contracta T.P.Yi (1988)
- Fargesia cuspidata (Keng) Z.P.Wang & G.H.Ye, J. Nanjing Univ. (1981)
- Fargesia daminiu T.P.Yi & J.Y.Shi, Bull. Bot. Res. (2007)
- Fargesia declivis T.P.Yi (1988)
- Fargesia decurvata J.L.Lu (1981)
- Fargesia denudata T.P.Yi (1985)
- Fargesia dracocephala T.P.Yi, Bull. Bot. Res. (1985)
- Fargesia dulcicula T.P.Yi (1992)
- Fargesia dura T.P.Yi (1988)
- Fargesia edulis Hsueh & T.P.Yi (1988)
- Fargesia elegans T.P.Yi (1992)
- Fargesia exposita T.P.Yi (1992)
- Fargesia extensa T.P.Yi (1983)
- Fargesia fansipanensis T.Q.Nguyen (1991)
- Fargesia farcta T.P.Yi (1983)
- Fargesia ferax (Keng) T.P.Yi (1983)
- Fargesia frigidis T.P.Yi (1988)
- Fargesia fungosa T.P.Yi, Bull. Bot. Res. (1985)
- Fargesia funiushanensis T.P.Yi (1991)
- Fargesia glabrifolia T.P.Yi (1983)
- Fargesia gongshanensis T.P.Yi (1988)
- Fargesia grossa T.P.Yi (1983)
- Fargesia hackelii Ohrnb. (1996)
- Fargesia hainanensis T.P.Yi, Bull. Bot. Res. (1983)
- Fargesia hsuehiana T.P.Yi (1988)
- Fargesia hygrophila Hsueh & T.P.Yi (1988)
- Fargesia jiulongensis T.P.Yi (1985)
- Fargesia lincangensis T.P.Yi (1988)
- Fargesia longiuscula (Hsueh f. & Y.Y.Dai) Ohrnb. (1996)
- Fargesia lushuiensis Hsueh & T.P.Yi (1988)
- Fargesia macclureana (Bor) Stapleton (1993)
- Fargesia mairei (Hack. ex Hand.-Mazz.) T.P.Yi (1988)
- Fargesia mali T.P.Yi (1989)
- Fargesia melanostachys (Hand.-Mazz.) T.P.Yi (1983)
- Fargesia murielae (Gamble) T.P.Yi (1983)
- Fargesia nitida (Mitford) Keng f. ex T.P.Yi (1985)
- Fargesia nivalis T.P.Yi & J.Y.Shi (2006)
- Fargesia nujiangensis Hsueh & C.M.Hui, Bull. Bot. Res. (1998)
- Fargesia obliqua T.P.Yi (1986)
- Fargesia orbiculata T.P.Yi (1988)
- Fargesia papyrifera T.P.Yi (1988)
- Fargesia pauciflora (Keng) T.P.Yi (1985)
- Fargesia perlonga Hsueh & T.P.Yi (1998)
- Fargesia pleniculmis (Hand.-Mazz.) T.P.Yi (1988)
- Fargesia plurisetosa T.H.Wen (1984)
- Fargesia porphyrea T.P.Yi (1988)
- Fargesia praecipua T.P.Yi (1988)
- Fargesia qinlingensis T.P.Yi & J.X.Shao (1987)
- Fargesia robusta T.P.Yi (1985)
- Fargesia rufa T.P.Yi (1985)
- Fargesia sagittatinea T.P.Yi (1988)
- Fargesia scabrida T.P.Yi (1985)
- Fargesia semicoriacea T.P.Yi (1988)
- Fargesia similaris Hsueh & T.P.Yi (1988)
- Fargesia solida T.P.Yi (1988)
- Fargesia spathacea Franch. (1893)
- Fargesia stenoclada T.P.Yi (1989)
- Fargesia strigosa T.P.Yi (1988)
- Fargesia subflexuosa T.P.Yi (1988)
- Fargesia sylvestris T.P.Yi (1988)
- Fargesia tengchongensis (Hsueh & C.M.Hui) T.P.Yi (2005)
- Fargesia tenuilignea T.P.Yi (1988)
- Fargesia ungulata T.H.Wen (1989)
- Fargesia utilis T.P.Yi (1988)
- Fargesia vicina (Keng) T.P.Yi (1988)
- Fargesia weiningensis T.P.Yi & Lin Yang, Bull. Bot. Res. (2013)
- Fargesia wuliangshanensis T.P.Yi (1988)
- Fargesia yajiangensis T.P.Yi & J.Y.Shi, Bull. Bot. Res. (2007)
- Fargesia yuanjiangensis Hsueh & T.P.Yi (1988)
- Fargesia yulongshanensis T.P.Yi (1988)
- Fargesia yunnanensis Hsueh & T.P.Yi, Bull. Bot. Res. (1985)
- Fargesia zayuensis T.P.Yi (1988)

## Exemples
- Fargesia dracocephala 'Rufa' (à ne pas confondre avec l'espèce Fargesia rufa) est un petit bambou (2,5 m environ), non traçant. Comparable au Fargesia murialae mais plus petit, plus rustique (-30 °C), il s'accommode d'une plantation en pot.
- Fargesia robusta 'Pingwu' est un bambou moyen (3 m × 3 m environ), non traçant, rustique (-20 °C) et qui supporte le soleil direct (cette variété est d'ailleurs l'une des seules dans ce cas, sous réserve de conserver un sol frais).
- Fargesia murielae ou « bambou parapluie », « bambou pleureur »

| Hauteur à maturité         | 1-3 m (Suivant plantation)    |
| Rusticité                  | rustique                      |
| Composition du sol         | normal                        |
| pH du sol                  | neutre                        |
| Humidité du sol            | normal                        |
| Exposition                 | Soleil - Mi-ombre             |
| Utilisation en jardin      | massif, haie, alignement, bac |
| Utilisation pour la maison | terrasse, balcon              |
| Couleur feuille            | Vert                          |
| Feuillage                  | persistant                    |